# (1037) Davidweilla
(1037) Davidweilla ist ein Asteroid des Hauptgürtels, der am 29. Oktober 1924 vom russischen Astronomen Beniamin Pawlowitsch Schechowski in Algier entdeckt wurde. 
Der Name ist abgeleitet von David Weill, einem Förderer der Sorbonne.